# باتريك فريدهولم
باتريك فريدهولم (مواليد 10 مايو 1978) هو لاعب خط وسط كرة قدم سويدي متقاعد.